# Caistone Beck
Der Caistone Beck ist ein kleiner Fluss im Lake District, Cumbria, England. Der Caistone Beck entsteht an der Westflanke des Middle Dodd westlich des Kirkstone Pass und fließt in nordöstlicher Richtung, bis er in den Kirkstone Beck mündet.